# Myriam Warner-Vieyra
Myriam Warner-Vieyra (25 tháng 3 năm 1939 – 29 tháng 12 năm 2017 ) là một nhà văn sinh ra ở Guadeloupe.

## Tiểu sử
Con gái của cha mẹ Caribe, bà được sinh ra Myriam Warner ở Pointe-à-Pitre. Bà đã hoàn thành trường trung học ở châu Âu và chuyển đến Dakar ở Sénégal. bà đã có bằng tốt nghiệp về khoa học thư viện tại Đại học Cheikh Anta Diop  và đã làm việc vài năm với tư cách là một thủ thư. Năm 1961, bà kết hôn với đạo diễn phim Paulin Soumanou Vieyra.
Một số bài thơ của bà đã được xuất bản trên tạp chí văn học Présence Victaine năm 1976. Cuốn tiểu thuyết đầu tiên của bà, được viết vào năm 1980, là Le Quimboiseur l'avait dit (bản dịch tiếng Anh năm 1983 do Longman xuất bản có tựa đề là The Sorcerer Said), được đặt ở Caribbean. Cuốn tiểu thuyết thứ hai của bà Juletane, xuất bản năm 1982, là câu chuyện về một người phụ nữ Caribbean kết hôn với một người đàn ông Sen-ga-ri, người mà bà phát hiện ra, đã kết hôn. Tiếp theo là một tập truyện, Femmes échouées (Phụ nữ sa ngã), năm 1988.